# Lisa Gelius
Lisa Gelius, nemška atletinja, * 23. julij 1909, München, Nemško cesarstvo, † 14. januar 2006, Kreuth, Nemčija.
Ni nastopila na poletnih olimpijskih igrah. Na evropskih prvenstvih je leta 1938 osvojila naslov prvakinje v metu kopja in podprvakinje v teku na 80 m z ovirami. 30. julija 1938 je izenačila svetovni rekord v teku na 80 m z ovirami s 11,6 s, veljal je eno leto.